# Rupela orbona
Rupela orbona là một loài bướm đêm trong họ Crambidae.